# كارلوس ألزامورا
كارلوس ألزامورا (بالإسبانية: Carlos Alzamora)‏ هو لاعب كرة قدم ومدرب كرة قدم تشيلي في مركز الهجوم، ولد في 27 سبتمبر 1986 في سانتياغو في تشيلي. لعب مع ديبورتس لاسيرينا ونادي كوبريسال.